# Erechim
Erechim est une commune brésilienne du nord de l'État du Rio Grande do Sul, dans la région du Alto Uruguai, sur la cordillère Serra Geral.

## Géographie
Sa population était de 96 087 habitants au recensement de 2010, et de 102 345 habitants en 2015 selon l'estimation de population de l'Institut Brésilien de Géographie et Statistique. Elle s'étend sur 431 km2, dont 14,3 km2 sont situés en zone urbaine et 416,4 km2 sont situés en zone rurale. Lors du recensement de 2010, 90 552 habitants étaient situés en zone urbaine et 5 535 habitants étaient situés en zone rurale.
Le centre de Erechim se situe à une altitude de 783 mètres, la zone urbaine étant située entre 700 et 830 mètres.
Erechim est le principal centre urbain de la microrégion d'Erechim, dans la mésoregion du Nord-Ouest du Rio Grande do Sul.
La ville d'Erechim a été l'une des premières villes modernes brésiliennes planifiées. La planification des axes et voies de circulation a pris pour modèle celle de villes comme le Washington des années 1790, le Paris des années 1850, ou encore le Belo Horizonte des années 1900. Le tracé a été récemment modifié pour faciliter la circulation, qui reste basée sur des rues très larges, une forte hiérarchisation des axes de circulation, la création de rues traversant en diagonales le tracé en damier caractéristique de la ville, ainsi que des points de convergence. On note également la présence de quartiers de dimension régulière.